# Ligne de Tarascon-sur-Ariège à Auzat
La ligne de Tarascon-sur-Ariège à Auzat, est une ligne de chemin de fer secondaire d'intérêt local, à voie métrique, qui reliait  Tarascon-sur-Ariège à Auzat dans le département de l'Ariège. 
Elle est exploitée par la Compagnie du Tramway de Tarascon-sur-Ariège à Auzat (TTA) de sa mise en service en 1911 à sa fermeture en 1932 et permettait la desserte de la vallée de Vicdessos et notamment des deux usines métallurgiques à Niaux et Auzat.

## Histoire
Le conseil général du département de l'Ariège concède la ligne d'intérêt local de Tarascon-sur-Ariège à Auzat à la « Société des Produits Électrochimiques et Métallurgiques des Pyrénées ». Le 22 décembre 1908, elle est déclarée d'utilité publique par un décret, ce qui permet à la société d'ouvrir le chantier de construction. Le 8 juillet 1910, la nouvelle « Compagnie du Tramway de Tarascon-sur-Ariège à Auzat » est substituée à la compagnie concessionnaire par décret. 
La ligne est inaugurée le 13 août 1911, le train inaugural parcours les 16 kilomètres en moins d'une heure. L'ouverture de l'exploitation a lieu le lendemain. Le service comprend deux aller-retours quotidiens, auquel s'ajoute s'il y a besoin (fêtes, foires...) une troisième desserte.
La ligne facilite le développement du tourisme dans la vallée de Vicdessos avec par exemple des excursions organisées au départ de Toulouse.
Après la première guerre mondiale, la ligne entame une période de déclin parallèle à celui des mines de fer de Rancié, concurrencées par le bassin sidérurgique de la Lorraine, et accentuée par l’essor du transport routier. Elle est finalement fermée en 1932, puis déclassée le 21 septembre 1934.

## Caractéristiques

### Tracé
Le tracé est difficile avec des passages à 40 ‰ ce qui permet de passer d'une altitude de 474 m à 738 m en un peu plus de 16 km avec une voie posée le plus souvent en bordure de route,.
Après la gare d'Auzat, le TTAA se prolongeait par un embranchement particulier vers l'aluminerie devenue en 1914 la Compagnie des produits chimiques d'Alais et de la Camargue, qui prendra le nom de Pechiney en 1950.

### Gares et arrêts
La ligne comporte une gare d'échange à Tarascon-sur-Ariège avec la compagnie du Midi, une gare terminus (Auzat), trois stations (Capoulet, Laramade-Siguer et Vicdessos), deux haltes (Niaux et Cabre) et cinq arrêts (Saint-Roch, Sabart, Junac, Cabre et pont de Vicdessos).

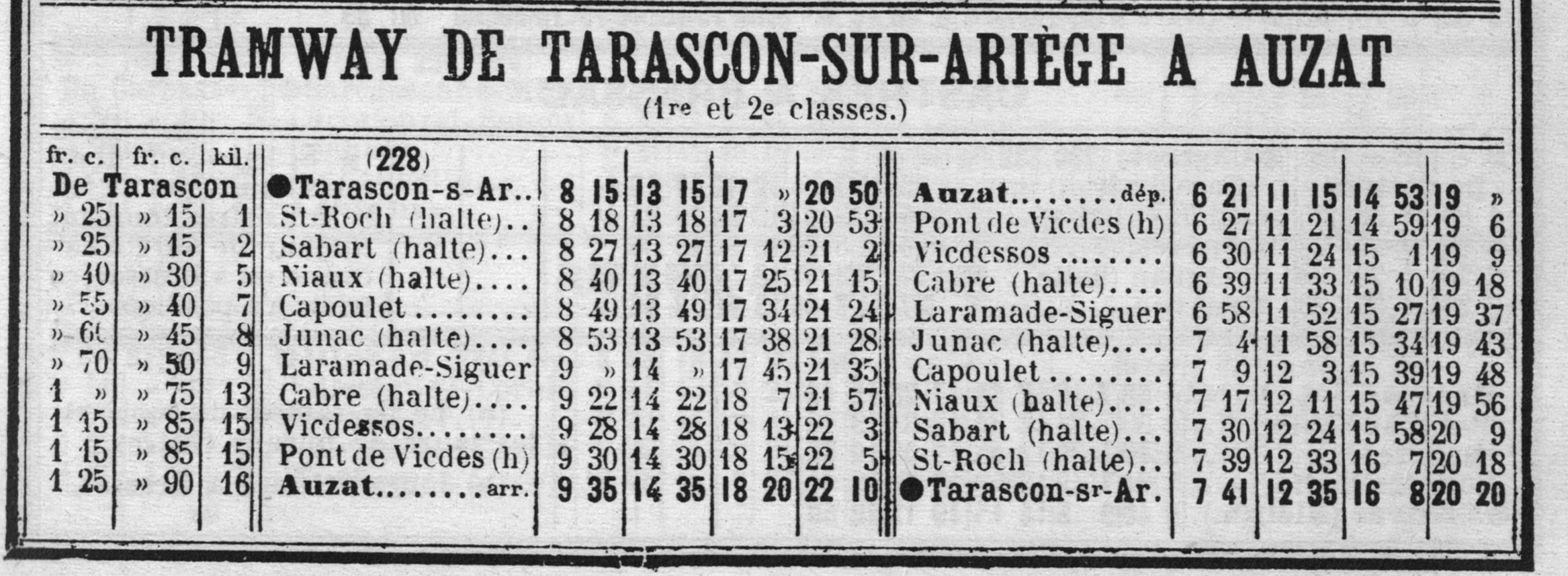
Horaires de la ligne en mai 1914.